# Hovacris undulata
Hovacris undulata är en insektsart som beskrevs av Rehn, J.A.G. 1929. Hovacris undulata ingår i släktet Hovacris och familjen torngräshoppor. Inga underarter finns listade i Catalogue of Life.